# Peix llanterna banyut
El peix llanterna banyut (Ceratoscopelus maderensis) és una espècie de peix de la família dels mictòfids i de l'ordre dels mictofiformes.

## Morfologia
- Els mascles poden assolir 8,1 cm de longitud total.
- Cos boterut i ulls grans.
- Els mascles, i sovint també les femelles, presenten glàndules lluminoses supracaudals i infracaudals.[2][3]

## Alimentació
Menja copèpodes i d'altres crustacis planctònics (adults i larves).

## Depredadors
A les Illes Açores és depredat per Phycis phycis, Pagellus bogaraveo i Lepidopus caudatus.

## Hàbitat
És un peix marí i d'aigües profundes que viu entre 51-1.082 m de fondària.

## Distribució geogràfica
Es troba a l'Atlàntic oriental (des de França fins a Mauritània), la Mediterrània i l'Atlàntic occidental (entre 50°N-30°N i al Canadà). També és present a Islàndia.